# Hyphydrus tuberosus
Hyphydrus tuberosus är en skalbaggsart som beskrevs av Guignot 1954. Hyphydrus tuberosus ingår i släktet Hyphydrus och familjen dykare. Inga underarter finns listade i Catalogue of Life.